# Haute couture

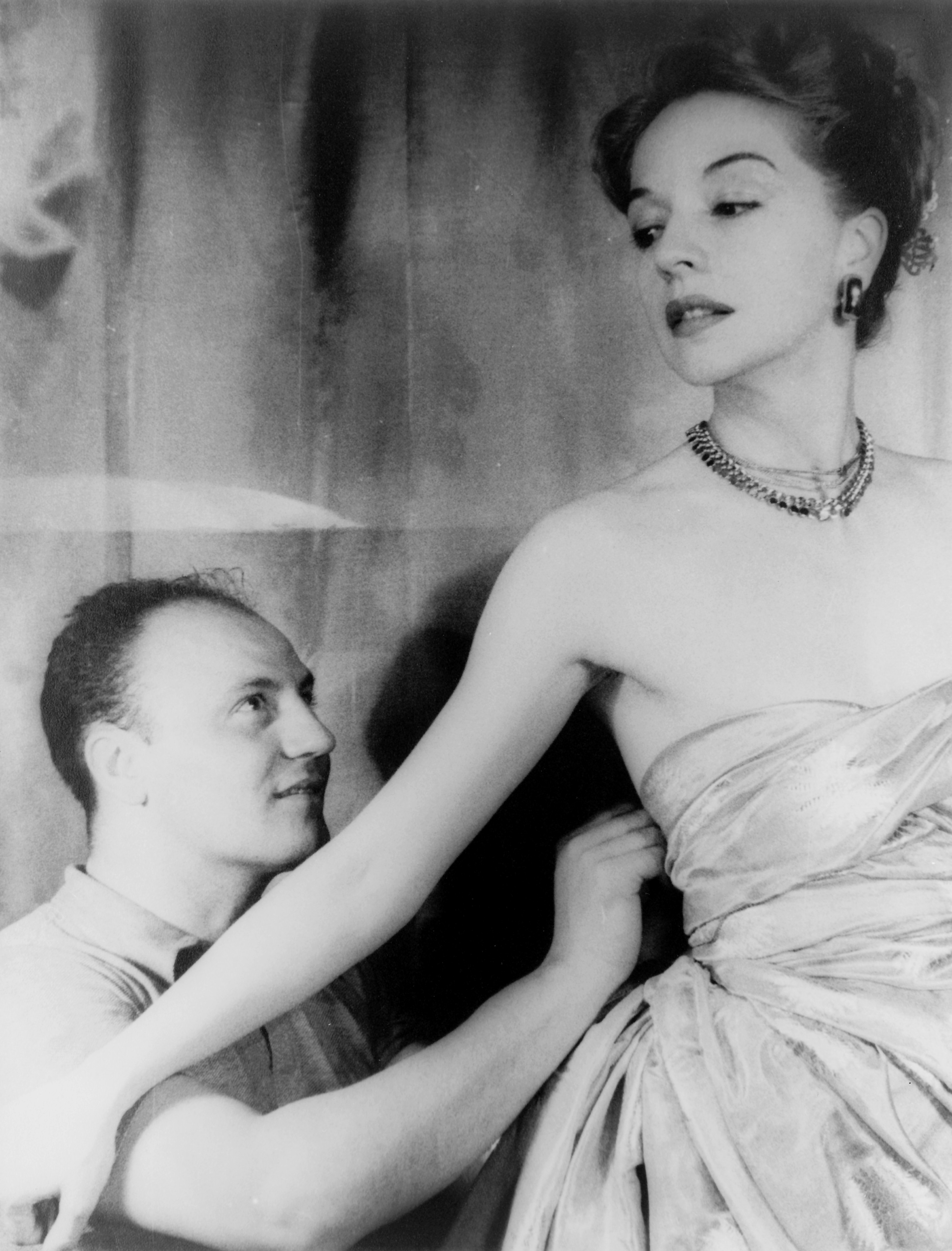
Pierre Balmain aranjând o rochie pe modelul Ruth Ford în 1947 (fotografie de Carl Van Vechten)

Haute couture (română croitorie de lux sau croitorie înaltă) se referă la confecționarea de haine personalizate, la comandă, și de cele mai multe ori realizate manual. Acestea sunt făcute din materiale scumpe de înaltă calitate, cu o mare atenție la detalii. Pentru ca o casă de modă franceză să primească titulatura de haute couture, ea trebuie să îndeplinească anumite standarde impuse de Ministerul Francez al Industriei și Federația Franceză de Croitorie.